# 武山栄造
武山 栄造（たけやま えいぞう、1934年1月29日 - ）は、日本の経営者。愛知県出身。

## 経歴
1957年に同志社大学経済学部を卒業し、同年に豊田通商に入社。
1975年6月に取締役に就任し、常務、専務を経て、1995年6月に社長に昇格した。1999年6月に会長に就任した。
2005年4月に旭日中綬章を受章した。